# Фиденца
Фиденца (на италиански: Fidenza) е град и община в Северна Италия с 26 468 жители (към 31 декември 2012) в Емилия-Романя в Провинция Парма, между градовете Пиаченца и Парма.

## История
През римско време градът се казва Фиденция (Fidentia) и се намира на Виа Емилия.
На това място е съществувало келтско селище. През 41 пр.н.е. получава от Октавиан римско гражданство и става муниципиум. По времето на Карл Велики там намират останките на мъченик Свети Домнино от 3 век.
През 923 г. градът има ново име Борго Сан Донино (Borgo San Donnino). През Средновековието Фиденца е важна станция на прочутата Via Francigena.
От 1092 до 1102 г. градът е резиденция на крал Конрад III, син на император Хайнрих IV. През 1162 г. император Фридрих Барбароса официално му дава права на град. Той дава владението на града на род Палавичини при Пиаченца. От 1346 до 1447 г. градът се владее от род Висконти от Милано, от 1449 до 1499 г. от миланските князе Сфорца. До 1556 г. градът е автономен и при владетелите от род Фарнезе става част от Херцогство Парма и Пиаченца. През 1601 г. градът става седалище на епископ. През 1731 г. градът е собственост на Бурбонския крал Карлос III от Испания. През 1859 г. градът преминава към Кралство Сардиния-Пиемонт. През 1927 г., по заповед на Мусолини, градът си сменя името от Борго Сан Донино на Фиденца. През май 1944 г. градът е бомбардиран от алиертните самолети и освободен на 26 април 1945 г.